# Clément Georges Lemoine
Clément Georges Lemoine (Tonnerre, 26 giugno 1841 – Parigi, 13 novembre 1922) è stato un chimico francese, noto principalmente per la sintesi del sesquisolfuro di fosforo e per i suoi studi sugli equilibri chimici.
La carriera scientifica di Lemoine si divide tra ingegneria e chimica. Entrò nella École polytechnique nel 1858 e nel 1860 divenne studente a l'École nationale des ponts et chaussées (Scuola di ponti e strade) e ne ottenne il titolo di ingegnere. Insegnò nel Politecnico dove divenne professore nel 1897. Nel 1901 fu nominato ispettore generale di ponti e strade di Parigi, e organizzò un sistema di allarme contro le inondazioni. Nel 1899 divenne membro dell'Accademia francese delle scienze, e ne fu presidente nel 1921.
Per quanto riguarda la chimica, fu il primo a descrivere il sesquisolfuro di fosforo nel 1864. Questo composto rimase una curiosità chimica finché a partire dal 1898 non venne utilizzato per la fabbricazione dei fiammiferi.
Diede inoltre notevoli contributi alla conoscenza degli equilibri chimici. Studiò le trasformazioni tra gli allotropi fosforo rosso e fosforo bianco, e l'equilibrio chimico che lega idrogeno, iodio e acido iodidrico.
Fu uno dei primi chimici ad interessarsi di fotochimica, studiando l'azione della luce su miscele di acido ossalico e cloruro ferrico.